# Klorformiat

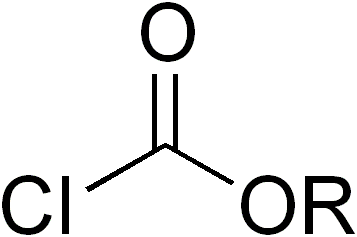
Generell strukturformel

Klorformiater, ROCOCl, är estrar av den instabila syran klormyrsyra (klormetansyra, ClC(=O)OH). Ämnet är ett vanligt förekommande reagens i organisk kemi och används för att införa skyddsgrupper, såsom Fmoc och CbZ. Reaktiviteten är lik den hos syraklorider. Vid reaktion med aminer erhålles karbamater, medan alkoholer ger karbonater. 